# Општина Радовљица
Општина Радовљица (словен. Radovljica) је једна од општина Горењске регије у држави Словенији. Седиште општине је истоимени град Радовљица.

## Природне одлике
Рељеф: Општина Радовљица налази се на северозападу државе, на граници са Аустријом. Општина се налази усред алпског планинског масива. Северним делом општине пружају се Караванке, а јужним Јулијски Алпи. У средини се налази омања долина, где се Сава Долинка и Сава Бохињка спајају и творе реку Саву. Ова низина је погодна за живот и ту су смештена сва насеља општине.
Клима: У нижим деловима општине влада умерено континентална клима, док у вишим влада њена оштрија, планинска варијанта.
Воде: Главни водоток је река Сава, која овде настајем спајањем Саве Долинке и Саве Бохињке. Сви остали мањи водотоци су притоке ових река.

## Становништво
Општина Радовљица је густо насељена.

## Насеља општине
| - Бегуње на Горењскем - Брда - Брезје - Брезовица - Вошче - Врбње - Глобоко - Горица - Добравица - Добро Поље - Дворска Вас | - Задња Вас - Залоше - Запуже - Згорња Добрава - Згорња Липница - Згорњи Оток - Згоша - Камна Горица - Кропа - Ланцово - Лесце | - Липница - Љубно - Мишаче - Млака - Мошње - Нова Вас при Лесцах - Ноше - Оточе - Овсише - Перачица - Поднарт | - Пољче - Пољшица при Поднарту - Посавец - Прапроше - Презрење - Радовљица - Равница - Ровте - Слатна - Сподња Добрава - Сподња Липница | - Сподњи Оток - Средња Добрава - Средња Вас - Студенчице - Хлебце - Храше - Чешњица при Кропи - Чрнивец |  |